# Рут Гордън
Рут Гордън Джоунс (на английски: Ruth Gordon Jones) е американска актриса и сценаристка.

## Биография
Родена е на 30 октомври 1896 г. в Куинси, щата Масачузетс, в англиканско работническо семейство. През 1914 г. се записва в Американската академия за драматични изкуства в Ню Йорк и малко по-късно започва да играе в киното и театъра. В дългогодишната си кариера тя участва във филми, като „Вътрешният свят на Дейзи Клоувър“ („Inside Daisy Clover“, 1965; „Златен глобус“ за поддържаща роля), „Бебето на Розмари“ („Rosemary's Baby“, 1968; „Оскар“ и „Златен глобус“ за поддържаща роля), „Харолд и Мод“ („Harold and Maude“, 1971), „Каквото и да правиш, губиш“ („Every Which Way But Loose“, 1978). През 1979 г. получава и награда „Еми“ за ролята си в епизод на сериала „Такси“.
Рут Гордън умира на 28 август 1985 г. в Едгартаун.

## Избрана филмография
| Година | Филм                             | Оригинално заглавие       | Роля             | Режисьор       |
| ------ | -------------------------------- | ------------------------- | ---------------- | -------------- |
| 1940   | Ейб Линкълн в Илинойс            | Abe Lincoln in Illinois   | Мери Тод Линкълн | Джон Кромуел   |
| 1941   | Жената с две лица                | Two-Faced Woman           | Г-ца Елис        | Джордж Кюкор   |
| 1965   | Вътрешният свят на Дейзи Клоувър | Inside Daisy Clover       | Люсил Кловър     | Робърт Мълиган |
| 1968   | Бебето на Розмари                | Rosemary's Baby           | Мини Кастевет    | Роман Полански |
| 1971   | Харолд и Мод                     | Harold and Maude          | Мод              | Хал Ашби       |
| 1978   | Каквото и да правиш, губиш       | Every Which Way But Loose | Ма               | Джеймс Фарго   |
| 1987   | Проблемът с шпионите             | The Trouble With Spies    | Г-жа Оркрайт     | Бърт Кенеди    |